# 오퍼나지 - 비밀의 계단
《오퍼나지 - 비밀의 계단》(El Orfanato, The Orphanage)은 스페인에서 제작된 후안 안토니오 바요나 감독의 2007년 판타지, 스릴러 영화이다. 벨렌 루에다 등이 주연으로 출연하였고 호아킨 파드로 등이 제작에 참여하였다.

## 출연

### 주연
- 벨렌 루에다
- 페르난도 카요

### 조연
- 로저 프린셉
- 마벨 리베라
- 몬트세랫 카룰라
- 안드레스 게르트루디스
- 에드가 비바
- 오스카 카사스

## 기타
- Line PD: 벨렌 아티엔자
- Line PD: 엘레나 만리쿠에
- Line PD: 산드라 헤르미다
- 의상: 마리아 리예스